# Cavall islandès

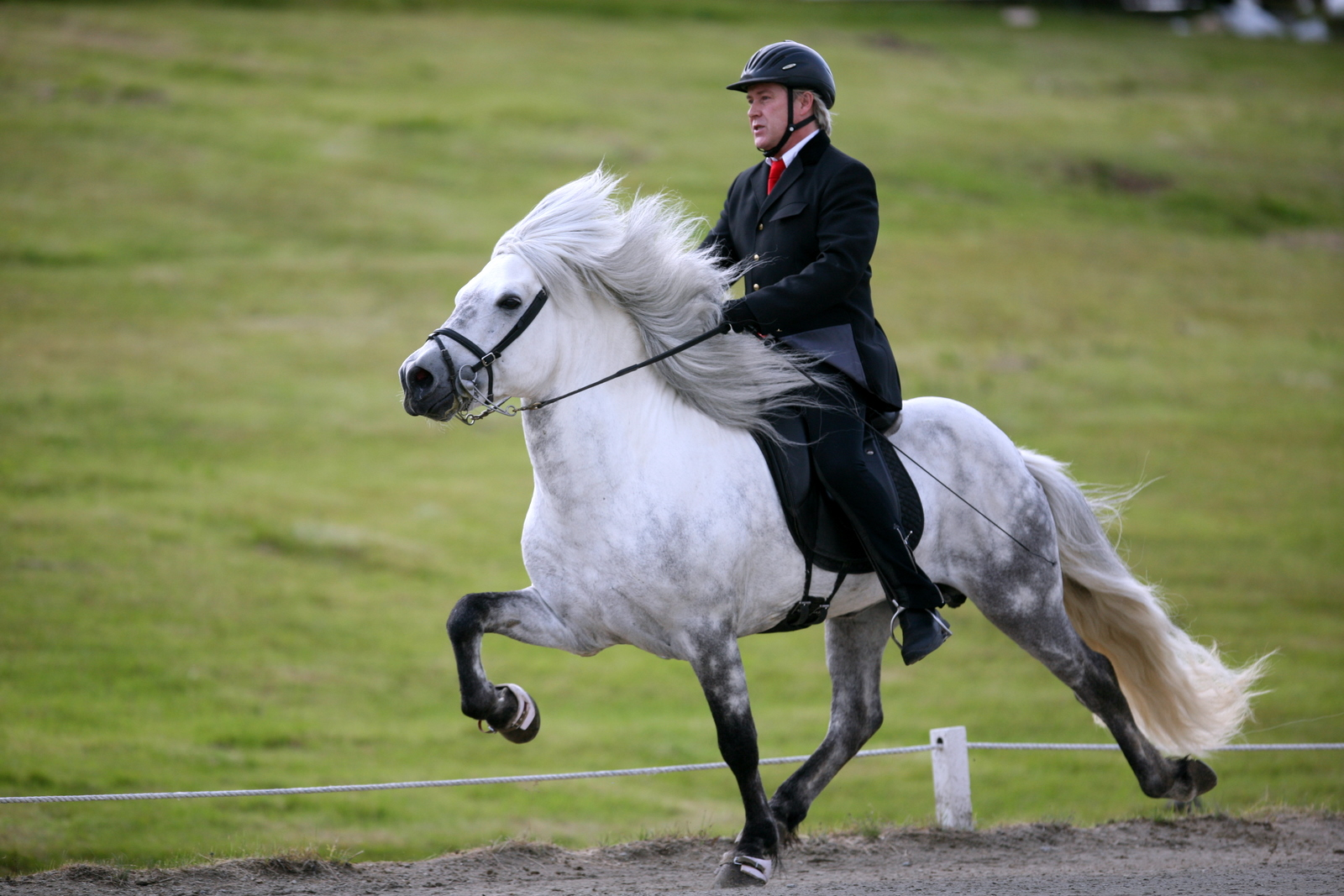
Cavall islandès desplaçant-se al tölt.

El cavall islandès és una raça de cavalls creada i mantinguda a l'illa d'Islàndia.
La raça es va formar a partir de l'assentament dels cavalls escandinaus dels primers colons cap als segles ix i x. Aquells cavalls s'adaptaren i seleccionaren de manera natural per a les dures condicions ambientals de l'illa. Des del seu inici s'ha mantingut pura, sense cap influència de sang estrangera.

## Característiques

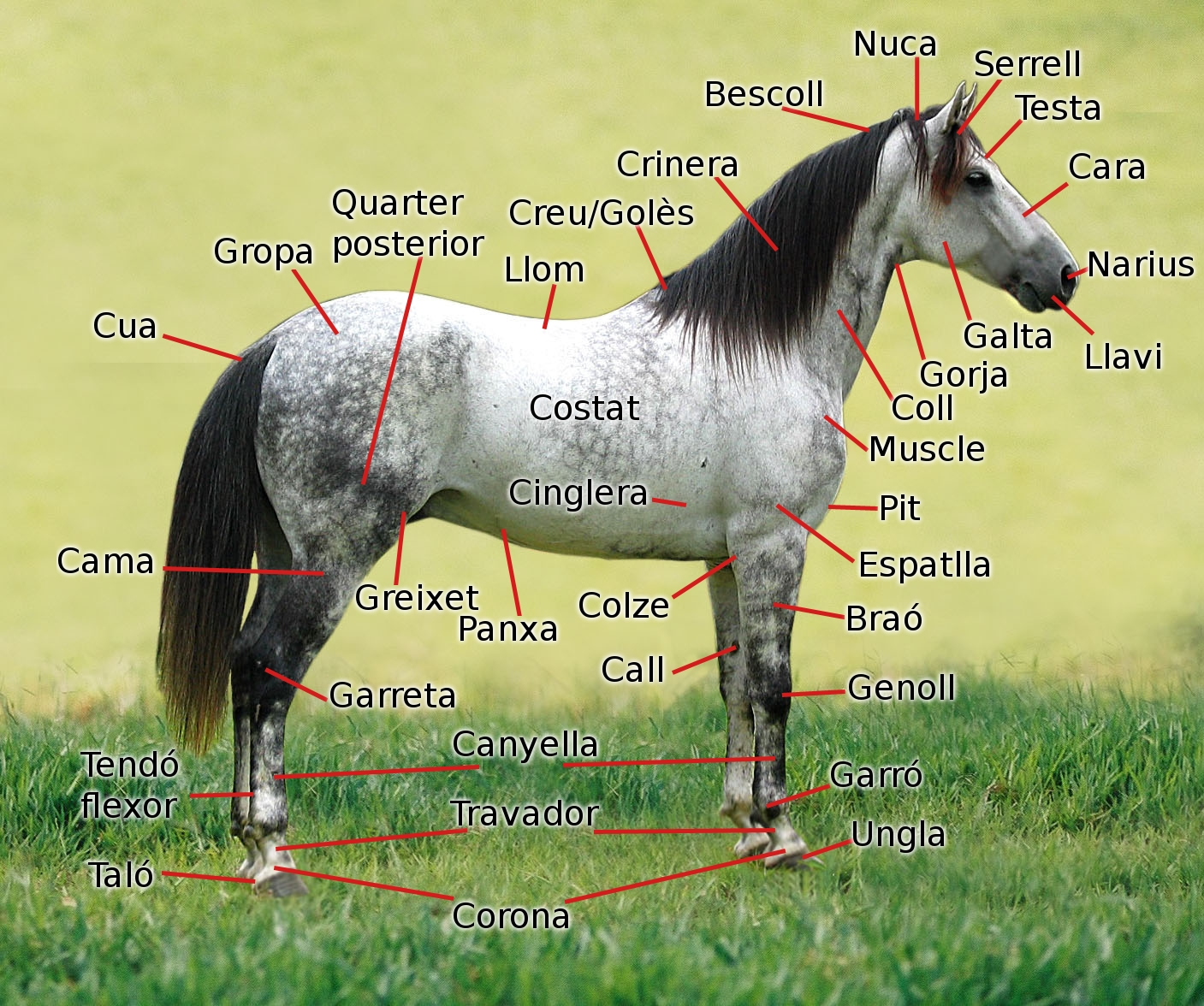
Anatomia d'un cavall

### Alçària i pes
Els cavalls islandesos mesuren entre 132 i 142 cm a la creu. En unitats anglosaxones aquestes mesures extremes de la raça corresponen a 13 i 15 “mans” (1 mà = 1 “hand”= 101,6 mm).
El pes pot variar entre 330 i 380 kg (730-840 lliures americanes).
Les variables anteriors correspondrien, segons els criteris habituals, a una raça de ponis. Però els propietaris i responsables dels registres de la raça parlen sempre de cavalls islandesos. Cal considerar que, malgrat les seves dimensions reduïdes, els cavalls islandesos poden portar perfectament un genet adult.
Els cavall islandesos tenen caps ben proporcionats, amb perfil recte i el front ample. El coll és curt i musculat, ben ample a la base. Les canyelles (ossos metacarpians) són amples i baixes. Les espatlles ben musculades, amb una inclinació adequada. Els travadors curts. La cua i la crinera són espesses, amb crins gruixuts. El naixement de la cua és baix. El seu pelatge consta d'una doble capa de pèls i està adaptat per a resistir temperatures molt baixes. Els unglots són molt durs i, generalment, no cal ferrar els animals.

### Pelatges
La majoria de pelatges són admissibles. Entre altres, els mantells bàsics negre, castany i roig, amb tots els diluïts crema i dun, i els patrons liart, clapat i ruà. En llengua islandesa hi ha més de cent termes per a indicar el color dels cavalls.
- Pelatge roig amb crins blanques. Pelatge d'hivern.
- Pelatge clapat sobre negre.
- Cavall blanc i cavall castany.
- D'esquerra a dreta: Cavall negre, cavall tacat sobre negre i, amagat al fons, cavall falb dun.

- Falb crema
- Pèl de rata?
- Pèl de rata o cendrós
- Roig molt fosc amb sedes blanques

### Locomoció
El cavall islandès és una raça amb cinc aires o marxes: 
- pas
- trot
- galop (incloent el galop curt i el galop llarg, sovint considerades dues marxes diferents en altres races).[12]
- tölt[13]
- flugskeið (skeið o “pas volant”).[14][15][16]

### Seguretat de marxa
Acostumat als terrenys difícils i escabrosos, el cavall islandès té una marxa molt segura. Caminant per roques volcàniques, per marjals pantanosos, per camins de fang o sobre neu i gel, l'animal trepitja amb habilitat sense ensopegar o relliscar sempre que pugui triar el camí i no sigui obligat per un genet inexpert.

#### Corrents d'aigua

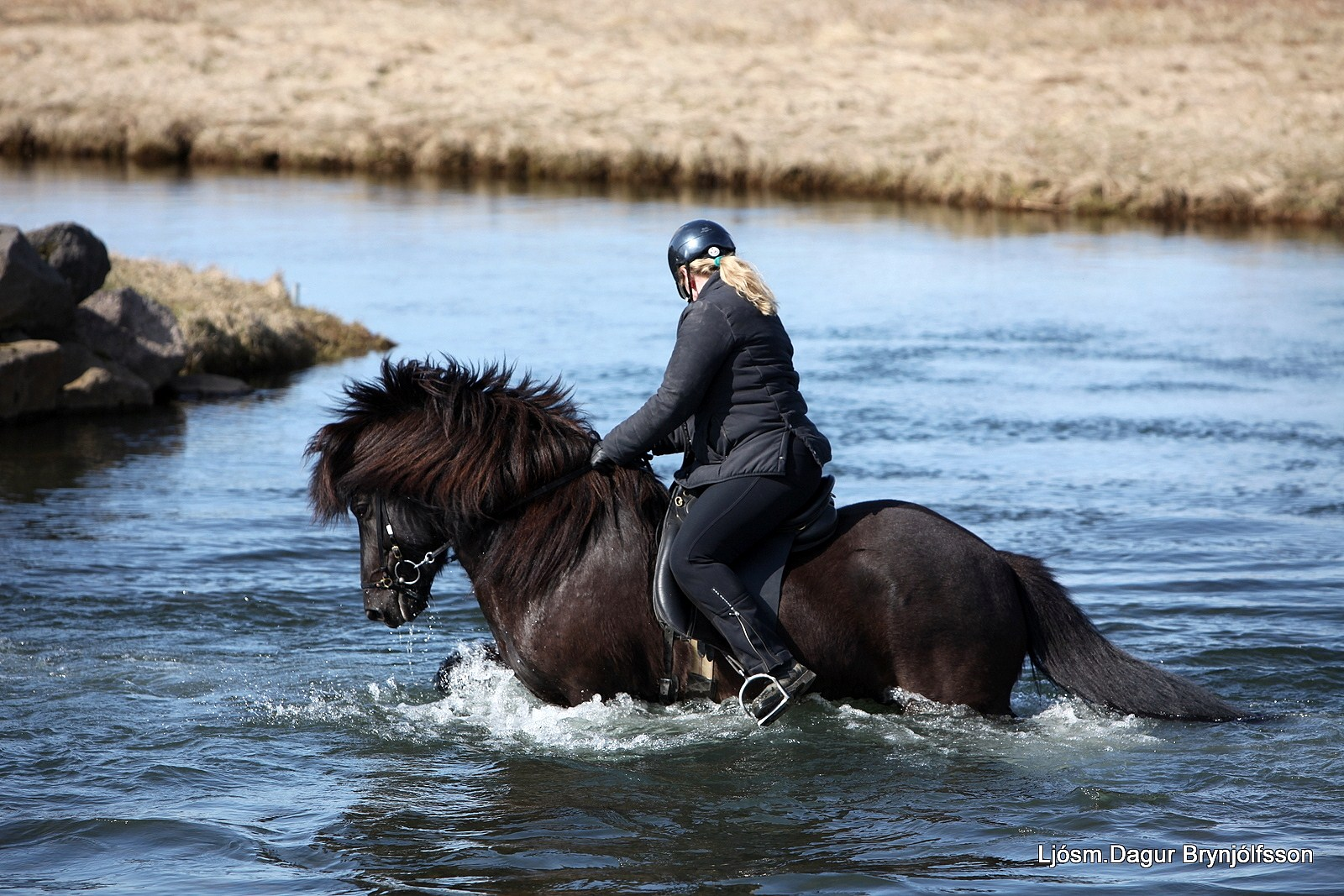
Cavall islandès travessant un riu.

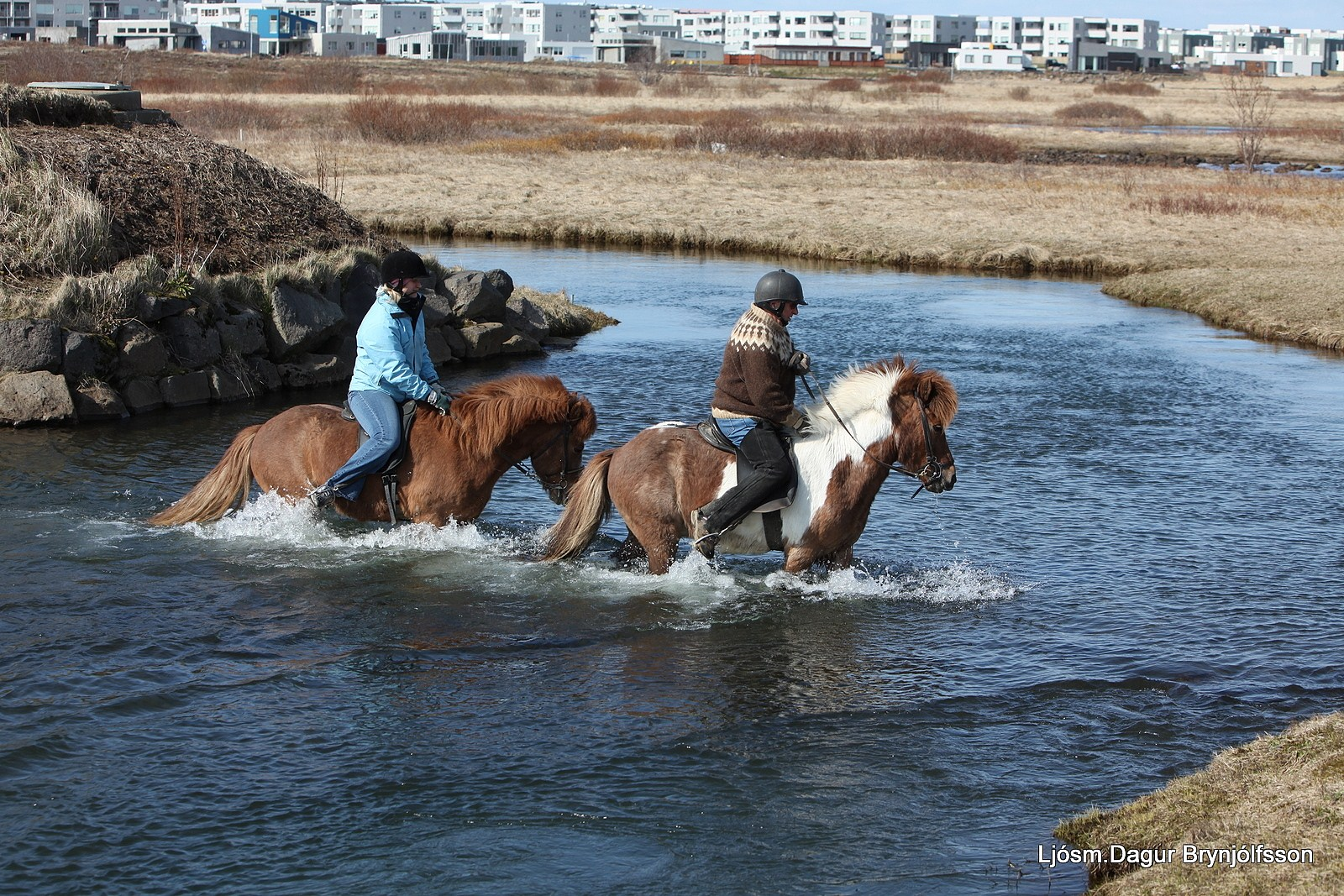
Passant un rierol.

Passar corrents d'aigua glaçada era una de les habilitats requerides en un cavall islandès. El genet se’n podia refiar d'un bon cavall i, en molts casos, calia travessar molts corrents en un viatge. L'expressió “els ponts de Islàndia”, aplicada als seus cavalls, no és una exageració.
| «                                                  | Era meravellosa la manera que tenien els cavalls de suportar un corrent tan fort. No ho podrien fer si no tinguessin la pràctica constant de travessar rius molt ràpids. Els islandesos que viuen en aquesta part de l'illa retenen els cavalls que tenen habilitats demostrades en passar rius difícils. No gosarien mai de creuar un riu perillós si no fos muntats en un experimentat “cavall d'aigua”. La manera que tenen els cavalls islandesos de passar rius és molt peculiar. Inclinen el seu cos contra el corrent i es desplacen de costat amb un pas lateral especial. La sensació (per al genet) no és gens agradable. Sembla que el cavall camini sense avençar, tan lent és el desplaçament. La costa que acabeu de deixar s'allunya mentre que l'altra banda sembla tan separada com abans. | » |
| — The Polar and Tropical Worlds. G. Hartwig. 1875. | |   |

| «                                                                                           | Les chevaux employés pour sonder un passage au travers des rivières s'appèlent dans le district de Skaptafell, Vatnahestar (chevaux d'eau) ; ces animaux sont admirablement bien dressés pour ce travail; aussitôt que le cheval sent sous ses pieds du sable limoneux ou de la vase, il s'agenouille pour ne point enfoncer dedans, parce qu'alors l'eau le supporte, et lorsqu'il s'agit de passer une rivière à la nage, où le courant est rapide, le cheval se couche un peu sur le côté, le dos tourné obliquement contre le courant qui passe de même sous ventre, cette position lui donne plus de force pour travailler avec les jambes contre le courant; le cheval sent-il alors le fond, il en profite pour s'élancer plus loin, gagnant pâr là du chemin, mais s'il sent que le fond est vaseux et peu sûr, il abandonne aussi sa direction pour chercher un autre passage, et le cavalier le laisse fàire; Ceux qui ne sont pas accoutumés à monter ces chevaux, courent risque d'être jettés bas et se noyer; ceux au contraire, qui y sont habitués, y prennent plaisir, et beaucoup dè voyageurs tant ici qu'ailleurs, se font un jeu de passer sur leurs chevaux à la nage, des rivières, golfes et baies près de la mer, dont l'eau est plus raréfiée et plus légère, et où ces animaux nagent bien mieux que dâns l'eau douce. Els cavalls emprats per a sondar un gual per a passar un riu s'anomenen, en el districte de Skaptafell, Vatnahestar (cavalls d'aigua). Aquests animals estan ensinistrats de forma admirable per fer aquesta tasca: tan aviat com el cavall percep sota els seus peus terreny fangós i insegur (en el fons del riu que trepitja) s'agenolla per tal de no enfonsar-se, ja que així l'aigua l'ajuda a no quedar-se entrampat. Quan es tracta de passar un riu nedant i el corrent és molt ràpid, el cavall s'inclina una mica de costat i s'orienta obliquament contra el corrent. Aquesta posició li permet fer treballar les potes amb més eficàcia. Si toca fons aprofita per a fer peu i avençar. Però si nota que el fons és inestable canvia de direcció per a buscar un pas millor. I el genet el deixa fer. Els que no estan acostumats a muntar aquests cavalls corren el risc de ser descavalcats i d'ofegar-se. Els genets avesats, per contra, frueixen de la circumstància i hi ha molts viatgers (de la comarca i d'arreu) que consideren un joc el fet de travessar a cavall i nedant rius, golfs i badies properes a la riba, on l'aigua de mar permet una natació millor que en aigua dolça. | » |
| — Voyage en Islande. Eggert Olafsson.Traducció al francès de Gauthier de La Peyronie. 1802. | |   |

### Caràcter
El cavall islandès acostuma a tenir un caràcter molt independent. Aquesta característica no impedeix que es tracti d'un cavall dòcil i amigable, i fàcil de tractar. Amb el genet adequat pot mostrar-se dolç i afectuós.
Generalment és un cavall pacient i poc problemàtic, amb molta curiositat. Li agrada la gent. Pel fet que a Islàndia no té enemics naturals, ha perdut en gran part l'instint de “lluitar o fugir” que predomina en altres races.

### Orientació
La capacitat d'orientació del cavall islandès és llegendària. Si el genet es perd, el cavall sap tornar al seu estable en qualsevol condició de temps.

## Mitologia del cavall a Islàndia
La mitologia islandesa és la mateixa mitologia nòrdica recollida per Snorri Sturluson en la seva obra Edda prosaica. En els mites nòrdics el cavall ocupa un paper molt important. Començant pel cavall de vuit potes Sleipnir del déu Odín.
El cavall es considerava un símbol de la fertilitat i els sacrificis propiciatoris de cavalls blancs eren freqüents. Se suposava que la potència del cavall es transmitia al propietari del cavall o al seu botxí. La carn de la víctima es consumia de forma immediata. (A més dels sacrificis, els nòrdics en general i els islandesos en particular menjaven regularment carn de cavall. Aquesta pràctica es considerava pagana i fou prohibida quan va arribar el cristianisme. A Islàndia la prohibició no va tenir efectes sensibles).

## El cavall en la literatura
Hi ha diverses fonts que tracten de cavalls determinats. El Landnámabók recull la llegenda de l'egua Skalm, que va indicar l'indret de fundació d'un assentament colonitzador quan es va ajeure amb la seva càrrega segons la profecia d'un geni de les aigües marines.
A les sagues islandeses el cavall hi té un paper essencial. La Saga de Hrafnkell, la saga de Njàll el Cremat i la saga de Grettir foren escrites en el segle xiii, recollint tradicions orals del segle ix. Les Edda, en vers i en prosa, ofereixen nombroses referències de cavalls. Indicant alguns noms de cavalls mortals o mitològics notables: Hrafn, Sleipnir, Valr (Falcó), Lettfeti, Tjaldari, Gulltoppr, Goti, Soti, Mor, Lungr, Marr, Vigg, Stuffr, Skaevadr, Blakkr, Thegn, Silfrtoppr, Fakr, Gullfaxi, Jor, Blodughofi (Blóðughófi).
- El poema èddic Grímnismál esmenta els cavalls dels Aesir:

Glad i Gyllir,
Gler i Skeidbrimir,
Sillfrintopp i Sinir,
Gisl i Falhofnir,
Gulltopp i Lettfeti ;
sobre aquestes muntures
cavalquen els Aesir
cada dia que van cap al consell,
prop de les arrels d'Yggdrasil

## Les baralles de guarans
Els cavalls mascles adults (guarans o estalons), quan es troben en llibertat, es barallen per instint natural. Els cavalls domèstics segueixen la mateixa tendència. Aquest comportament es procura evitar, separant els guarans tant com sigui possible. Els antics islandesos organitzaven baralles de cavalls a manera de competició i espectacle i com una forma de seleccionar la raça.
Quan hi havia dos estalons famosos per les seves habilitats en la lluita, els propietaris acordaven un combat i l'expectació estava assegurada. Una munió de gent anava a veure la baralla i no hi mancaven els amics dels propietaris desafiats, formant bàndols no sempre amics.
En teoria els cavalls es barallaven entre ells, només atiats amb sengles bastons per part dels propietaris o cavallerissos delegats. Amb molta freqüència les bastonades anaven dirigides cap al cavall contrari i no eren rars els cops que podien rebre els contrincants humans.
Les baralles de cavalls acostumaven a acabar en disputes i baralles. I foren la causa de venjances particulars i combats col·lectius. Alguns d'aquests fets foren a vegades evocats en les sagues. Hi ha noms de cavalls i de propietaris ben documentats que encara són famosos.

## Història
A Islàndia no hi havia cavalls abans que l'illa fos poblada per humans. Els primers colons nòrdics, alguns vikings de Noruega, varen introduir l'espècie equina entre els anys 860 i 935. També arribaren a Islàndia alguns colons noruecs prèviament establerts al nord d'Irlanda, a l'illa de Man i a les illes de l'oest d'Escòcia. Se suposa que aquests immigrants posteriors portaren alguns cavalls de les regions d'origen. Proves genètiques modernes mostren relació dels cavalls islandesos amb els ponis Shetland, Highland i Connemara. Relació que podria datar d'aquelles segones immigracions.
Els cavalls islandesos tenen similituds morfològiques amb el poni de les illes Fèroe, el poni nordlandshest de Noruega, i el poni dels Fiords de Suècia. I, en conjunt, tots els anteriors podrien estar emparentats amb el poni Yakud.

### Fixació de la raça
L'any 982 el parlament islandès, l'Alþingi va prohibir qualsevol importació de cavalls forasters a l'illa. Alguns encreuaments amb cavalls orientals importats anteriorment havien resultat desastrosos, provocant la degeneració de la cabanya equina existent. La raça va quedar fixada des d'aleshores i és una de les poques i més antigues races pures del món.

### Formació i evolució de la raça
A partir de l'any 982 els cavalls d'Islàndia quedaren aïllats i sotmesos a les condicions extremades del territori. La selecció natural va determinar la supervivència dels exemplars que s'adaptaven millor als terrenys escarpats, a una alimentació precària i al clima difícil. Criats a l'aire lliure i en règim de llibertat, els animals que no podien resistir les dificultats morien sense remissió. Els cavalls supervivents mostraven unes característiques físiques i psíquiques molt superiors a les d'altres races.

### Període entre els anys 982-1300
Aquest període correspon a l'Òptim climàtic medieval. Les temperatures eren més altes i el clima menys rigorós. Fou una època de creixement de les poblacions humana i cavallar. El nombre d'exemplars va permetre la consolidació de la raça i la selecció per part dels homes dels millors exemplars seguint criteris de conformació i de color de pelatge.

### Període 1300-1900
Passada la bonança anterior va arribar la Petita Edat de Gel. La temperatura va baixar i les condicions ambientals esdevingueren molt difícils. La població de Islàndia es va reduir a la meitat i, molt probablement, el nombre dels cavalls va minvar encara més. La selecció natural fou implacable i només sobrevisqueren els animals millor adaptats. Un fet a destacar és el del parentiu. Malgrat un grau molt gran de consanguinitat, els cavalls islandesos es reproduïren sense cap transmissió sensible de tares, a diferència del que acostuma a passar en altres races.

#### Erupció del Laki de 1783
Aquest fenomen va provocar la mort, de fam o per intoxicació, del 70% dels cavalls d'Islàndia. D'un nombre inicial estimat en 32.000 només en sobrevisqueren menys de 10.000. I, encara pitjor, només 3000 eren egües.
La cabanya equina es va recuperar fins al punt de poder exportar a finals del segle xix 62.000 exemplars cap al Regne Unit, per a treballar a les mines.

#### Curses
La primera cursa amb constància oficial fou disputada a la ciutat de Akureyri, el 1874.

### Segle XX
A partir del nombre elevat de cavalls disponibles es va tornar a sistemes de cria selectives que havien estat abandonats.
- L'any 1904 fou fundada la primera societat de criadors del cavall islandès.
- L'any 1923 tingué el seu inici el primer registre de la raça.

### Difusió mundial

#### Xifres
Hi ha uns 80.000 cavalls islandesos a Islàndia i uns 70.000 a la resta del món. A Alemanya n'hi ha uns 40.000. Als Estats Units no arriben als 5000.
La FEIF (Federation of Icelandic Horse Associations) consta de 19 països membres. Només hi pot haver una associació per país.

## Videos
- Video: La tercera marxa del cavall islandès: el tölt.
- Aegidienberger Tölt
- Rocky Moutain Horse gaît ou tôlt